# Gadenweither Klamm

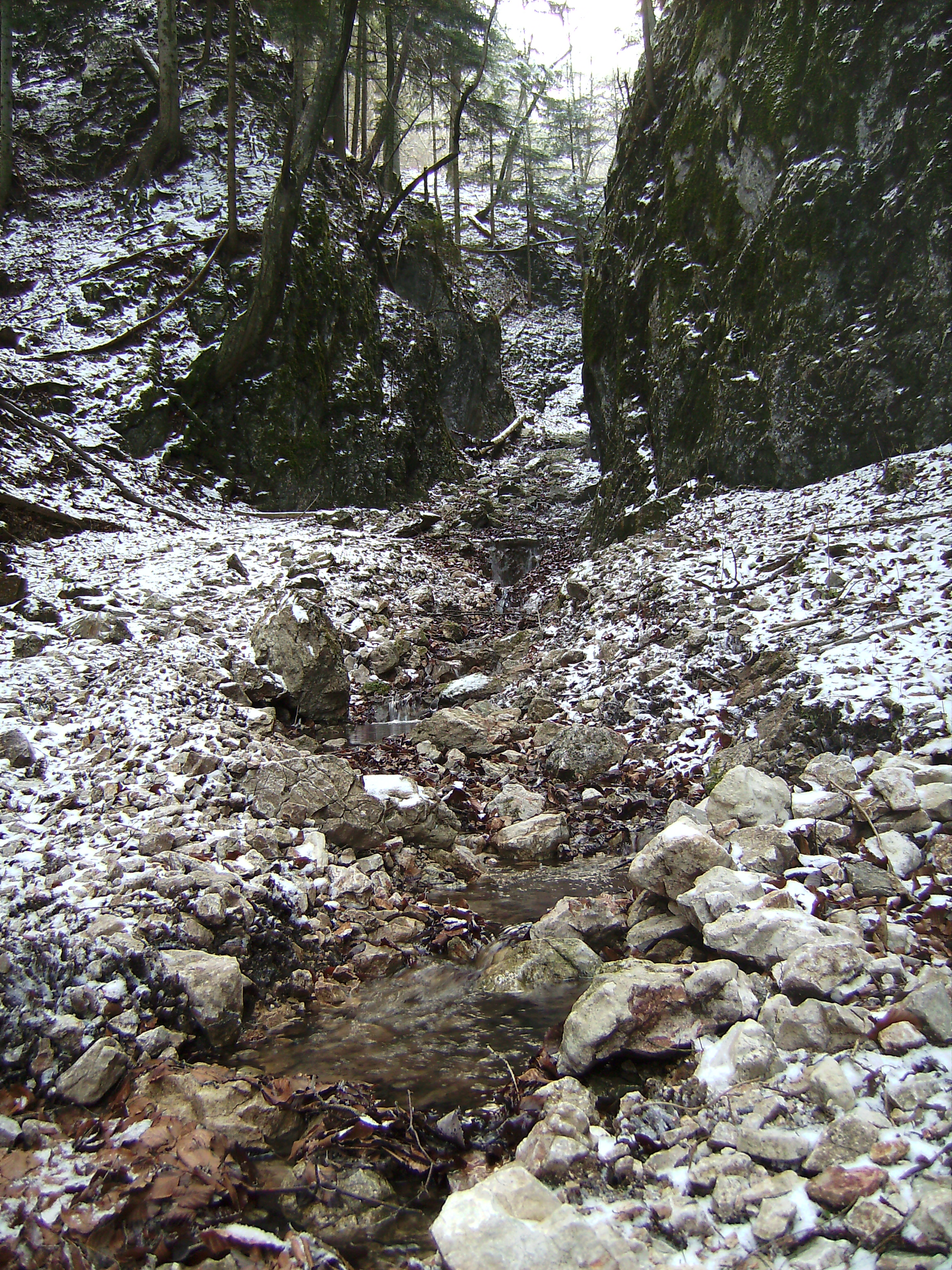
Die Klamm im Dezember 2008

Die Gadenweither Klamm liegt im südlicheren Niederösterreich und beginnt in Gadenweith, einer kleinen Siedlung in der Gemeinde Ternitz. Sie führt durch eine kurze Schlucht entlang eines Baches, der von der Johannesquelle gespeist wird, und ist durch einen markierten Weg erschlossen, welcher dann weiter oben in eine Forststraße mündet. Diese Klamm liegt am Nordhang des Gahns, einem Teil des Schneebergs, welcher der höchste Berg Niederösterreichs ist.
Koordinaten: 47° 44′ 38,2″ N, 15° 56′ 5,6″ O